# Райський сад
«Райський сад» — радянський художній фільм 1990 року, знятий режисером Ільмурадом Бекмієвим на кіностудії «Туркменфільм».

## Сюжет
За мотивами туркменських народних казок. Старий Халназар розповідає сироті Тойкулі про викрадену Гюлькахкас-пері, що несе людям радість. Хлопчик вирішує розшукати Гюлькахкас. Випробування, що випали на його долю, розділила дівчинка на ім'я, що зустрілася йому… Гюлькахкас. Лише наприкінці своїх мандрівок Тойкулі зрозумів, що його супутниця — пері, яку він шукав, і тільки доброта і любов здатні творити чудеса.

## У ролях
- Сердар Нобатов — Тойкулі
- Чемен Байрамова — Гюлькахкас
- Ата Довлетов — Халназар-ага
- Сабіра Аннакличова — Дженніет
- Аман Одаєв — Дев
- Б. Караєва — стара-дев
- Я. Бекмієв — Шахзаде
- Берди Аширов — старший слуга
- Худайберди Ніязов — перший слуга
- Гельди Сейдієв — другий слуга
- С. Мамедов — третій слуга
- Г. Агамурадова — епізод
- Оразгул Аббасова — епізод
- Джума Бердиєв — спадкоємець саду
- Хурма Хаджимурадова — епізод
- Мулькаман Оразов — епізод
- Піркулі Атаєв — епізод
- Ягшимурад Акиєв — епізод
- Г. Реджепов — епізод
- Ч. Аннамурадов — епізод
- Реджеб Курбанов — епізод
- К. Хаджієв — епізод

## Знімальна група
- Режисер — Ільмурад Бекмієв
- Сценарист — Світлана Михальченко
- Оператор — Батир Атаєв
- Композитор — Атха Чариєв
- Художник — Олексій Філь